# Giuseppe Calzolari
Giuseppe Calzolari (San Felice sul Panaro, 5 dicembre 1934 – San Felice sul Panaro, 25 marzo 2005) è stato un calciatore italiano, di ruolo attaccante.

## Caratteristiche tecniche
Giocò nel ruolo di ala destra.

## Carriera
Giocò in Serie A con il Lecco.

## Palmarès

### Club

#### Competizioni nazionali
- Serie B: 1

Messina: 1962-1963